# Liste der Bodendenkmäler in Baunach
Auf dieser Seite sind die Bodendenkmäler in der oberfränkischen Stadt Baunach zusammengestellt. Diese Tabelle ist eine Teilliste der Liste der Bodendenkmäler in Bayern. Grundlage ist die Bayerische Denkmalliste, die auf Basis des Bayerischen Denkmalschutzgesetzes vom 1. Oktober 1973 erstmals erstellt wurde und seither durch das Bayerische Landesamt für Denkmalpflege geführt wird. Die folgenden Angaben ersetzen nicht die rechtsverbindliche Auskunft der Denkmalschutzbehörde.

## Bodendenkmäler der Gemeinde Baunach

### Bodendenkmäler im Ortsteil Baunach
| Lage               | Objekt | Akten-Nr.     | Bild |
| ------------------ | --- | ------------- | ---- |
| Baunach (Standort) | Freilandstation des Mesolithikums, Siedlung des Neolithikums und des frühen Mittelalters.                                                                                           | D-4-6031-0004 |      |
| Baunach (Standort) | Siedlung des Neolithikums und der Bronzezeit sowie Wüstung des frühen Mittelalters.                                                                                                 | D-4-6031-0007 |      |
| Baunach (Standort) | Freilandstation des Mesolithikums sowie Siedlung des Neolithikums und der frühen Bronzezeit.                                                                                        | D-4-6031-0008 |      |
| Baunach (Standort) | Freilandstation des Mesolithikums und Siedlung des Neolithikums. | D-4-6031-0009 |      |
| Baunach (Standort) | Freilandstation des Mesolithikums. | D-4-6031-0010 |      |
| Baunach (Standort) | Freilandstation des Mesolithikums. | D-4-6031-0011 |      |
| Baunach (Standort) | Siedlung des Neolithikums. | D-4-6031-0021 |      |
| Baunach (Standort) | Siedlung des Altneolithikums. | D-4-6031-0143 |      |
| Baunach (Standort) | Siedlung des Neolithikums. | D-4-6031-0144 |      |
| Baunach (Standort) | Siedlung des frühen Mittelalters. | D-4-6031-0148 |      |
| Baunach (Standort) | Siedlung der Urnenfelderzeit und der römischen Kaiserzeit. | D-4-6031-0174 |      |
| Baunach (Standort) | Spätmittelalterliche Kapelle mit Kreuzigungsgruppe. | D-4-6031-0176 |      |
| Baunach (Standort) | Archäologische Befunde des Mittelalters und der frühen Neuzeit im Bereich der Katholischen Pfarrkirche St. Oswald mit karolingisch-ottonischen Bestattungen im ummauerten Kirchhof. | D-4-6031-0180 |      |
| Baunach (Standort) | Siedlung des Neolithikums. | D-4-6031-0184 |      |
| Baunach (Standort) | Siedlung der mittleren und späten Bronzezeit und des frühen Mittelalters. | D-4-6031-0200 |      |
| Baunach (Standort) | Untertägige Bauteile des barocken Amtshauses des 17. Jahrhunderts. | D-4-6031-0204 |      |
| Baunach (Standort) | Archäologische Befunde des Mittelalters und der frühen Neuzeit in der Altstadt von Baunach.                                                                                         | D-4-6031-0238 |      |
| Baunach (Standort) | Archäologische Befunde des Spätmittelalters im Bereich der Katholischen Wallfahrtskapelle St. Magdalena in Baunach.                                                                 | D-4-6031-0241 |      |
| Baunach (Standort) | Archäologische Befunde des Mittelalters und der frühen Neuzeit im Bereich der ehemalige Stadtbefestigung in Baunach.                                                                | D-4-6031-0242 |      |
| Baunach (Standort) | Archäologische Befunde im Bereich der die frühneuzeitlichen Stadterweiterungen in Baunach einschließenden Stadtbefestigung.                                                         | D-4-6031-0243 |      |
| Baunach (Standort) | Archäologische Befunde des Mittelalters im Bereich der ehemalige Burg Schadeck in Baunach                                                                                           | D-4-6031-0244 |      |

### Bodendenkmäler im Ortsteil Daschendorfer Forst
| Lage                           | Objekt | Akten-Nr.     | Bild |
| ------------------------------ | --- | ------------- | ---- |
| Daschendorfer Forst (Standort) | Befestigung vor- und frühgeschichtlicher oder mittelalterlicher Zeitstellung mit obertäigig erhaltenen Wallgrabenbereichen | D-4-5931-0049 |      |

### Bodendenkmäler im Ortsteil Daschendorf
| Lage                   | Objekt | Akten-Nr.     | Bild |
| ---------------------- | --- | ------------- | ---- |
| Daschendorf (Standort) | Wüstung des späten Mittelalters.                                                                                  | D-4-5931-0137 |      |
| Daschendorf (Standort) | Archäologische Befunde im Bereich der frühneuzeitlichen Katholischen Filialkirche St. Trinitatis von Daschendorf. | D-4-5931-0139 |      |
| Daschendorf (Standort) | Archäologische Befunde im Bereich des frühneuzeitlichen Schlosses in Daschendorf mit Vorgängerbau.                | D-4-5931-0140 |      |

### Bodendenkmäler im Ortsteil Lußberger Forst
| Lage                       | Objekt                                                                                    | Akten-Nr.     | Bild |
| -------------------------- | ----------------------------------------------------------------------------------------- | ------------- | ---- |
| Lußberger Forst (Standort) | Erdstall des Mittelalters oder der frühen Neuzeit.                                        | D-4-5930-0004 |      |
| Lußberger Forst (Standort) | Befunde von Töpfereiwerkstätten und Bergbauareal des Mittelalters und der frühen Neuzeit. | D-4-5930-0005 |      |
| Lußberger Forst (Standort) | Spätmittelalterliche Töpferwerkstatt.                                                     | D-4-5930-0006 |      |

### Bodendenkmäler im Ortsteil Priegendorf
| Lage                   | Objekt                                | Akten-Nr.     | Bild |
| ---------------------- | ------------------------------------- | ------------- | ---- |
| Priegendorf (Standort) | Töpferöfen des späten Mittelalters.   | D-4-5930-0001 |      |
| Priegendorf (Standort) | Spätmittelalterliche Töpferwerkstatt. | D-4-5930-0002 |      |

### Bodendenkmäler im Ortsteil Reckenneusig
| Lage                    | Objekt | Akten-Nr.     | Bild |
| ----------------------- | --- | ------------- | ---- |
| Reckenneusig (Standort) | Siedlung vorgeschichtlicher Zeitstellung sowie mittelalterliche und frühneuzeitliche Befunde im Bereich von Leucherhof. | D-4-5931-0066 |      |

### Bodendenkmäler im Ortsteil Stiefenberg
| Lage                   | Objekt | Akten-Nr.     | Bild |
| ---------------------- | --- | ------------- | ---- |
| Stiefenberg (Standort) | Bestattungsplatz mit zT obertägig erkennbaren Grabhügeln vorgeschichtlicher Zeitstellung                                                    | D-4-6030-0030 |      |
| Stiefenberg (Standort) | Bestattungsplatz mit verflachtem aber obertägig noch erkennbarem Grabhügel vorgeschichtlicher Zeitstellung                                  | D-4-6030-0031 |      |
| Stiefenberg (Standort) | Mittelalterlicher Burgstall Stiefenberg mit obertägig erkennbaren Überresten des umgebenden Grabens und der vorgelagerten Wallgrabenanlagen | D-4-6030-0032 |      |
| Stiefenberg (Standort) | Wallanlage vor- und frühgeschichtlicher oder mittelalterlicher Zeitstellung                                                                 | D-4-6030-0033 |      |
| Stiefenberg (Standort) | Pingenfeld vor- und frühgeschichtlicher oder mittelalterlicher Zeitstellung                                                                 | D-4-6030-0100 |      |